# Жетту, Дрис
Дрис Жетту (араб. ادريس جطو‎; 24 мая 1945, Эль-Джадида, Марокко) — марокканский политик, премьер-министр Марокко в 2002—2007 годах.

## Биография
Окончил в Касабланке лицей Эль-Хауаризми со степенью бакалавра (1964). Затем учился на факультете естественных наук Университета Рабата, где в 1966 году получил диплом специалиста в области физики и химии. В 1968 году получил также диплом специалиста по устройству и управлению предприятием в Колледже Cordwainers (Лондон).
С 1968 по 1993 год Жетту был руководителем ряда компаний, председателем марокканской Федерации индустрий кожи (FEDIC), членом бюро общей Конфедерации предприятий Марокко (CGEM) и вице-президентом марокканской ассоциации экспортёров (ASMEX).
11 ноября 1993 года Дрис Жетту назначен министром торговли и промышленности в правительстве Карима Ламрани.
7 июня 1994 года стал министром торговли и промышленности в правительстве Абделлатифа Филали.
27 февраля 1995 года назначен Королём Хасаном II министром торговли и промышленности, индивидуального производства в правительстве Абделлатифа Филали.
С 13 августа 1997 до 14 марта 1998 года — министр финансов, торговли, промышленности и индивидуального производства.
С 2001 по 2002 год занимал пост министра внутренних дел.
В 2002 году королём Марокко Мухаммедом VI назначен премьер-министром. Ушёл в отставку в 2007 после парламентских выборов, победу на которых одержала партия Истикляль, возглавляемая Аббасом эль-Фасси.
Дрис Жетту — владелец Пояса Трона (Wissam du Trône).